# Cáp xoắn đôi

25-pair color code chart

Cáp xoắn đôi gồm nhiều cặp dây đồng xoắn lại với nhau nhằm chống phát xạ nhiễu điện từ. Do giá thành thấp nên cáp xoắn được dùng rộng rãi. Có hai loại cáp xoắn đôi được sử dụng rộng rãi trong LAN là: loại có vỏ bọc chống nhiễu và loại không có vỏ bọc chống nhiễu

## Cáp xoắn đôi có vỏ bọc chống nhiễu STP (Shielded Twisted- Pair)
Gồm nhiều cặp xoắn được phủ bên ngoài một lớp vỏ làm bằng dây đồng bện. Lớp vỏ này có tác dụng chống EMI từ ngoài và chống phát xạ nhiễu bên trong. Lớp vỏ bọc chống nhiễu này được nối đất để thoát nhiễu. Cáp xoắn đôi có bọc ít bị tác động bởi nhiễu điện và có tốc độ truyền qua khoảng cách xa cao hơn cáp xoắn đôi trần.
- Chi phí: đắt tiền hơn Thinnet và UTP nhưng lại rẻ tiền hơn Thicknet và cáp quang.
- Tốc độ: tốc độ lý thuyết 500Mbps, thực tế khoảng 155Mbps, với đường chạy 100m. Tốc độ phổ biến 16Mbps (Token Ring).
- Độ suy dần: tín hiệu yếu dần nếu cáp càng dài, thông thường ngắn hơn 100m.
- Đầu nối: STP sử dụng đầu nối DIN (DB –9).

## Cáp xoắn đôi không có vỏ bọc chống nhiễu UTP (Unshielded Twisted-Pair)
Gồm nhiều cặp xoắn như cáp STP nhưng không có lớp vỏ đồng chống nhiễu. Cáp xoắn đôi trần sử dụng chuẩn 10BaseT hoặc 100BaseT. Do giá thành rẻ nên đã nhanh chóng trở thành loại cáp mạng cục bộ được ưu chuộng nhất. Độ dài tối đa của một đoạn cáp là 100 mét. Không có vỏ bọc chống nhiễu nên dễ bị nhiễu khi đặt gần các thiết bị và cáp khác do đó thông thường dùng để đi dây trong nhà. Đầu nối dùng đầu RJ-45.
- Cáp UTP có 6 loại:
- Loại 1: truyền âm thanh, tốc độ <4Mbps
- Loại 2: cáp này gồm 4 dây xoắn đôi, tốc độ 4Mbps
- Loại 3: truyền dữ liệu, tốc độ đường truyền lên tới 16 Mb/s. Nó là chuẩn hầu hết dùng cho mạng điên thoại hiện nay
- Loại 4: truyền dữ liệu, 4 cặp xoắn đôi, thích hợp cho đường truyền 20 Mb/s
- Loại 5: truyền dữ liệu, 4 cặp xoắn đôi, tốc độ 100Mbps
- Loại 6: truyền dữ liệu lên đến 300 Mb/s

FTP là loại cáp lai tạo giữa cáp UTP và STP, nó hỗ trợ chiều dài tối đa 100m.